# Kościół Matki Bożej Różańcowej w Baszewicach
Kościół Matki Bożej Różańcowej w Baszewicach – katolicki kościół filialny zlokalizowany we wsi Baszewice w gminie Gryfice, w powiecie gryfickim (województwo zachodniopomorskie). Jest filią parafii św. Andrzeja Boboli w Mechowie.

## Historia i architektura
Kościół datowany jest na około 1440 rok. Zbudowany został na planie prostokąta, z kamienia polnego, granitowej kostki i cegieł. Posiada sterczyny zdobiące szczyty. W XIX wieku został częściowo przebudowany. Szczyt ściany wschodniej murowany z cegły i ozdobiony blendami nosi ślady stojącej dawniej w tym miejscu, niezachowanej wieży, dostawionej w 1705 roku. Przy ścianie południowej znajduje się późniejsza zakrystia, dobudowana do pierwotnego portalu.
Wnętrze kościoła nakrywa drewniany, belkowany strop. W oddzielonym od nawy balustradką prezbiterium znajduje się ostrołukowe okno, w które wstawiony jest witraż. Z historycznego wyposażenia zachowała się jedynie misa gotyckiej chrzcielnicy, wykonana z kamienia pochodzącego z Gotlandii.
Kościół uległ zniszczeniu podczas II wojny światowej. Odbudowany na początku lat 70. XX wieku, został rekonsekrowany jako świątynia katolicka w dniu 21 grudnia 1975 roku.